# Roger Buchonnet
Roger Buchonnet, né le 30 mai 1926 à Magnet (Allier) et mort 3 mars 2001 à Saint-Myon, est un coureur cycliste français. Professionnel de 1948 à 1958, il a terminé deuxième du Grand Prix du Midi libre et troisième du championnat de France de cyclisme sur route en 1951. Il a remporté le Circuit d'Auvergne en 1954 et 1957.

## Palmarès
- 1948
  - Circuit de Bourgogne
- 1949
  - Tour de Haute-Vienne :
    - Classement général
    - 1re étape

  - 3e du Circuit des six provinces
- 1950
  - Grand Prix de Châtel-Guyon
- 1951
  - 4e étape de Paris-Côte d'Azur
  - 2e du Grand Prix du Midi libre
  - 3e du championnat de France sur route
  - 3e de la Polymultipliée
- 1953
  - Boucles de la Gartempe :
    - Classement général
    - 1re étape
- 1954
  - Circuit d'Auvergne :
    - Classement général
    - 2e étape
- 1955
  - 4e étape de Paris-Nice
  - 2e du Circuit des Boulevards
- 1956
  - 2e du Grand Prix d'Issoire
- 1957
  - 2e étape du Tour de Catalogne
  - 1re étape des Boucles de la Gartempe
    - 2e du Classement Général

  - Circuit d'Auvergne :
    - Classement général
    - 2e étape

## Résultats sur les grands tours

### Tour de France
4 participations
- 1949 : éliminé (2e étape)
- 1951 : 39e
- 1952 : abandon (5e étape)
- 1955 : 51e

### Tour d'Italie
1 participation
- 1953 : abandon